# Campagnola Cremasca
Campagnola Cremasca – miejscowość i gmina we Włoszech, w regionie Lombardia, w prowincji Cremona.
Według danych na rok 2004 gminę zamieszkiwało 606 osób, 151,5 os./km².